# Сапарево
Сапаре́во (болг. Сапарево) — село в Кюстендильській області Болгарії. Входить до складу общини Сапарева Баня.

## Населення
За даними перепису населення 2011 року у селі проживали 1322 особи, з них 1251 особа (99,8%) — болгари.
Розподіл населення за віком у 2011 році:
Динаміка населення: